# Бернард Дженкін
Бернард Крістісон Дженкін (англ. Alun Hugh Cairns; нар. 9 квітня 1959, Лондон) — британський політик-консерватор, член парламенту з 1992 р.
Він здобув освіту у Кембриджі, отримав ступінь бакалавра з відзнакою (Англійська література) у 1982 р. Він працював у Ford і компанії 3i менеджером з 1989 по 1992 рр. У 1987 р. він був кандидатом у члени парламенту.
Дженкін був тіньовим міністром транспорту з 1998 по 2001 рр., тіньовим міністром оборони з 2001 по 2003 рр. і тіньовим міністром області з питань регіонів з 2003 по 2005 рр. Він також був державним міністром енергетики.